# Історія діамантів
Історія діамантів

## Давня історія
Перші алмази були знайдені в руслі річки Голконда в Індії, точна дата знахідки не відома. Найдавніша згадка про алмази в давньоіндійській літературі залишилась в «Артхашастрі» («Науці про користь»), автор якої, Чанак'я (Каутілья, Вішнугупта і Ватсьяна), був першим міністром уславленого царя Чандрагупти (III ст. до Р. Х.). Алмази широко присутні в індійській міфології. Кілька творів VI–VII ст. описують вчення монаха Агастьї про камені, де зокрема розповідається легенда про походження алмазів. Згідно з міфічними уявленнями індусів, у розсип алмазів перетворилося тіло повелителя демонів Бали, коли бог Індра спопелив його блискавкою «ваджра».
В уривку боргової книги написаної санскритом (від 4 століття до н. І. Христа) є записи, які підтверджують, що діамант був цінністю, якою в Індії в ті часи торгували.
В маєтках величних та багатих людей були знайдені в первинному вигляді дуже красиві кристали, які були дорогоцінними. Діамант мав велику популярність як талісман дякуючи своїй винятковій твердості і іншими чудовими властивостями. Був символом відваги та мужності — це риси чоловіків.
Містична сила діаманта була відома ще в Єгипті, носіння діамантів на чотирьох пальцях лівої руки мало означати, що вена кохання («vena amoris») прийде з пальця прямо до серця. Розташування діаманта або діамантового пороху на кінчику пальця повинно гарантувати пряму дорогу до з'єднання кохання з вічністю.
До Європи найбільш ймовірно вперше привіз діаманти Александр Великий. Спочатку були сприйняті за таємничий раритет, потім були їм надані магічні та цілительні властивості. Згадувалось, що коли Александр Великий дістався до долини діамантів, побачив її дно посипане дорогоцінними каменями, яке охороняли незчисленні армії змій з ворожими поглядами. Але Александр змій обдурив, а їх діамантів дістався. В старій Греції люди порівнювали діаманти зі «злими богами, які впали на землю». Щоб звеличувати твердість діаманта, називали їх «adamas», непереможний. 60 років перед І.Христом писав Плініус про діаманти в своїй Історії природи. Перший не шліфований діамант з'явився в Римі між 1 та 3 століттями.

## Середні віки
В 13 сторіччі Марко Поло згадує Ормуй як головний перський діамантовий ринок.
В 13 сторіччі був головним ринком та центром на Заході Венеції. Від початку 13 сторіччя з ними підтримувала торгові контакти більшість головних міст Європи. Саме звідти приходили торговці з шовком та діамантами до Брегг. Брегг стало не тільки центром діамантової торгівлі, але також місцем, де були діаманти оброблені. Діамантова промисловість душе швидко розширялась. Цьому допоміг уроженець з Брегг Людовік Ван Беркен, винахідник діамантового шліфування.
Процес оброблення алмаза тримався довго в таємниці. В 14 сторіччі лінії восьмигранника шліфувались на дошці з дерева або міді покритої діамантовим пилом. Такий спосіб використовувався раніше для обробки інших дорогоцінних каменів та слонової кістки. В випадку алмаза все перетворювалось в дуже тривалий процес. Від 15 століття оброблення було технічно вдосконалене, неправильні кристали стали ділити ламанням. Але при шліфуванні стало використовуватись у вигляді оригінальної сировини. Каміння форми піраміди всаджували до каблучок. Головною метою обробки було позбавлення алмазу поверхневих нерівностей та бруду. Взірці таких каменів були знайденні у фрагментах каблучок та кераміці.
Винахід шліфування на сталевій підставці покритою алмазним пилом, надав шліфувальникам більше можливостей до обробки каміння: наприкінці 15 сторіччя з'явились «площадкові» шліфи в вигляді ромбу, квадрата, прямокутника та ін.
Оголошення прямого шляху до Індії в 1498 році, відкритий мореплавцем Васко да Гамою, переніс центр торгівлі з Венеції до Лісабону. Від кінця 14 сторіччя світовим центром торгівлі діамантами стають Антверпи. Діамант е досконалим символом вічної спільності. Цієї традиції — кохання, яке ніколи не закінчується, дотримуються вже декілька століть. Перші згадки про дарування діаманта як індивідуального символу кохання походить з 15 століття.
Традицію дарування діамантової каблучки як шлюбного дару починає в році 1477 воєвода Максиміліан Ракуський, коли діамантову шлюбну каблучку дарував Марії Бургундській. Від тої доби традиція дарування діамантових шлюбних каблучок розповсюдилась по цілому світі з аристократичних родин до родин промисловців а в останньому столітті також до родин «звичайних смертних».
В золотий вік 16 сторіччя діамантова торгівля була в руках португальських євреїв та італійських торговців.
В 17 сторіччі почалась ера шліфування різних видів та форм. Діаманти шліфувались як овал, крапля, маркіза та інші. Ремісники, які шліфували алмази, походили з Антверпів і працювали в найвищих поверхах будинків, де було найкраще світло.
До кінця 18 століття Індійські поклади були вичерпані, але і через об'яву перших покладів в Бразилії в другій половині 18 ст. не було відновлене процвітання Антверп.
В другій половині 19 століття висновками експериментів прийшов Генрі Морс в США з першим сучасним діамантовим шліфом, його пізніше вдосконалив, математично прорахував і в році 1919 зафіксував в США Марцел Толковский, який на сьогодні рахується винахідником сучасного діамантового шліфу.

## Перший діамантовий картельDe Beers
В році 1871 брати Де Беєрсові, власники малої ферми в Кімберлей, дали дозвіл Голландським шукачам діамантів, щоб використали їх території. З'ясувалось, що місцевість містить алмази. Ця новина поширилась як вогонь, а ферма була окупована ловцями покладів. Де Беєрсові продали свою ферму і виїхали. Між амбітними шукачами було декілька англійців: Цеціл Фонез, та брати Гаррі і Барні Борнат. Поступово скуповували одну ділянку за другою, поки не стали власниками найбільшої частини долини в Кімберлей. В році 1888 заснували спільне підприємство De Beers consolidated Mines Limited, яка і нині виконує дуже важливу роль на ринку діамантів.